# Femi Ogunode
Femi Ogunode (Ondo City, 15 mei 1991) is een Qatarees atleet van Nigeriaanse afkomst, die zich heeft toegelegd op de sprint. Hij nam tweemaal deel aan de Olympische Spelen. 

## Biografie
In 2009 verhuisde Ogunode naar Qatar, naar eigen zeggen naar aanleiding van de weigering van de Nigeriaanse atletiekfederatie om Ogunode te laten deelnemen aan de Olympische Spelen van 2008. Vanaf 2010 kwam Ogunode uit voor Qatar. Op de Aziatische Spelen van 2010 in Guangzhou behaalde Ogunode de overwinning op zowel de 200 als de 400 meter. Nadat hij in 2011 Aziatisch kampioen was geworden op de 200 meter nam hij later dat jaar ook deel aan de  Wereldkampioenschappen atletiek 2011. Op dit WK werd hij 8e in de finale van de 400 meter. Tijdens een dopingtest op de Arabische Spelen van 2011 werd Ogunode positief getest op het gebruik van Clenbuterol waarvoor hij in januari 2012 voor 2 jaar werd geschorst. 
In 2014 en 2015 maakte Ogunode een succesvolle rentree met nieuwe overwinningen op zowel de Aziatische Spelen als de Arabische en Aziatische kampioenschappen. Op 4 juni 2015 liep hij de 100 m in 9,91 seconden, goed voor een olympisch record. Ogunode kon zich kwalificeren voor de Olympische Spelen van 2016 in Rio de Janeiro. Zowel op de 100 meter als op de 200 meter werd hij al uitgeschakeld in de reeksen. In 2021 kon Ogunode zich kwalificeren voor de Olympische Zomerspelen van Tokio. Zowel op de 100 meter als op de 200 meter sneuvelde Ogunode dit keer in de halve finale.

## Persoonlijke records
Outdoor
| Onderdeel | Prestatie           | Datum             | Plaats    |
| --------- | ------------------- | ----------------- | --------- |
| 100 m     | 9,91 s              | 4 juni 2015       | Wuhan     |
| 200 m     | 19,97 s (ex-AR; NR) | 11 september 2015 | Brussel   |
| 400 m     | 45,12 s             | 22 november 2010  | Guangzhou |

Indoor
| Onderdeel | Prestatie | Datum            | Plaats    |
| --------- | --------- | ---------------- | --------- |
| 60 m      | 6,51 s    | 25 januari 2014  | Flagstaff |
| 200 m     | 21,36 s   | 4 februari 2010  | Linz      |
| 400 m     | 47,15 s   | 13 februari 2010 | Leipzig   |

## Palmares

### 60 m
- 2014:  WK Indoor - 6,52 s
- 2014:  Aziatische indoorkampioenschappen - 6,62 s

### 100 m
- 2011:  Arabische kampioenschappen - 10,37 s
- 2011:  Pan-Arabische Spelen - 10,37 s
- 2014:  Aziatische Spelen - 9,93 s
- 2015:  Arabische kampioenschappen - 10,04 s
- 2015:  Aziatische kampioenschappen - 9,91 s
- 2015: 3e in ½ fin. WK - 10,00 s
- 2016: 5e in de series OS - 10,28 s
- 2017:  Aziatische kampioenschappen - 10,26 s
- 2021: 8e in ½ fin. OS - 10,10 s

### 200 m
- 2010:  Aziatische Spelen - 20,43 s
- 2011:  Aziatische kampioenschappen - 20,41 s
- 2011: 9e ½ fin. WK - 20,58 s
- 2011:  Arabische kampioenschappen - 20,59 s
- 2011:  Pan-Arabische Spelen - 21,01 s
- 2015:  Arabische kampioenschappen - 20,52 s
- 2015:  Aziatische kampioenschappen - 20,32 s
- 2015: 7e WK - 20,27 s
- 2016: 4e in de series OS - 20,36 s
- 2017:  Aziatische kampioenschappen - 20,79 s
- 2019: DNF fin. Aziatische kampioenschappen
- 2021: 5e in ½ fin. OS - 20,18 s

### 400 m
- 2010:  Aziatische Spelen - 45,12 s
- 2011: 8e WK - 45,55 s

### 4 × 100 m
- 2011:  Arabische kampioenschappen - 40,13 s

### 4 × 400 m
- 2015:  Aziatische kampioenschappen - 3.02,50